# Fingerplanen

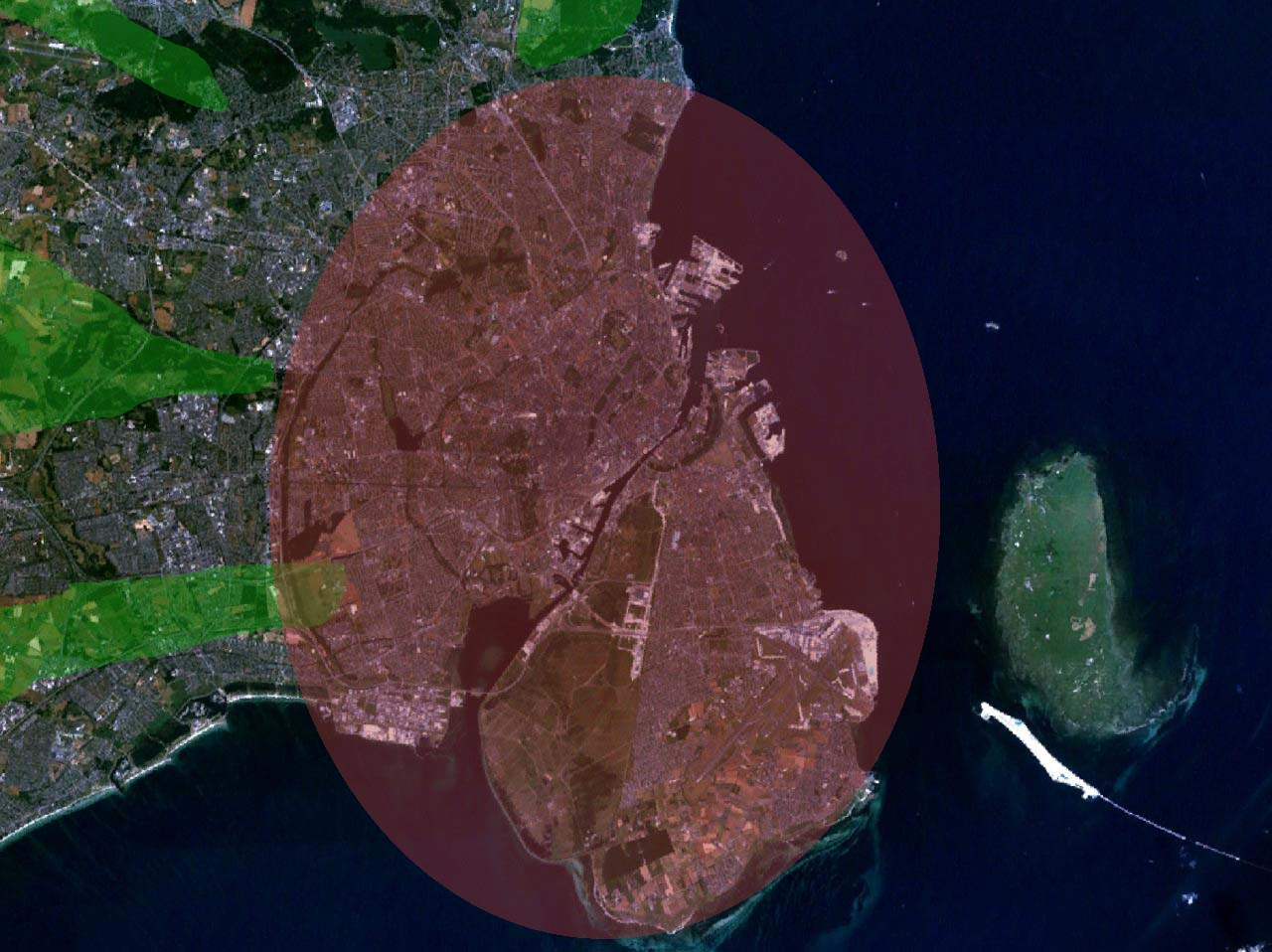
Luftfoto mit einem Ausschnitt des Kopenhagener Großstadtbereiches gemäß dem Fingerplan

Fingerplanen (deutsch Fingerplan) ist ein regionaler Entwicklungsplan für den Großraum von Kopenhagen, der als Teil des dänischen Kulturerbes im Kulturkanon von 2006 aufgenommen wurde. Er entstand auf Initiative des privaten „Stadtplanungslabors“ (Dansk Byplanlaboratorium, DBL) und wurde 1947 unter der Leitung des Architekten Peter Bredsdorff im Raumplanungsbüro des Stadtplanungsausschusses ausgearbeitet. Der Plan sollte eine ungehemmte Ausbreitung des städtischen Wachstums verhindern, indem Wohnungsbau und Verkehr auf wenige Korridore beschränkt wurden. Das übergeordnete Prinzip wurde mit einer gespreizten Hand über der Landkarte verdeutlicht, wobei die Handfläche das Stadtzentrum, die Finger die Wachstumszonen und die Zwischenräume „zwischen den Fingern“ naturnahe Erholungsflächen abbilden sollten. Entlang der Finger sorgten S-Bahn-Linien für ein rasches Fortkommen der Pendler, im Zeichen der Massenmotorisierung entstanden Autobahnen.

## Entstehungsgeschichte
Das Stadtplanungslabor DBL mit Stadtplaner und Architekt Steen Eiler Rasmussen an der Spitze, ging 1945 an die Planung einer stadtplanerischen Gesamtstrategie, da sich die bisherigen Arbeiten der Hauptstadtkommission (Hovedstadkommissionen) in die Länge zogen. Die Kommission beschäftigte sich damit, dem raschen Bevölkerungswachstum in Kopenhagen und seinen benachbarten Kommunen gerecht zu werden. Das DBL forderte die Koordination diesbezüglicher Initiativen und wendete sich dafür schon im März 1945 an den Raumplanungausschuss (Egnsplanudvalget), der bereits 1928 gegründet worden war. Der Ausschuss, der sich 1936 mit einem weitreichenden „Gutachten über die Grüngebiete im Raum von Kopenhagen“ (Betænkningen om Københavnsegnens Grønne Områder) befasste, wollte die Ergebnisse der Hauptstadtkommission abwarten. DBL legte seinen Plan vor, der zeigte, wie Wohnungen, Arbeitsplätzen und Erholungsgebiete bestmöglich zu platzieren und mit dem Verkehrssystem zweckmäßig zu verknüpfen seien. Sowohl das dänische Arbeitsministerium als auch die umliegenden Kommunen zeigten früh Interesse am Konzept. Vom Ministerium wurde der Plan daraufhin finanziell gefördert, auch deshalb, weil für die Nachkriegszeit ein Chaos auf dem Arbeitsmarkt befürchtet wurde. Der Raumplanungsausschuss wurde wiederbelebt, um die Umsetzbarkeit des Plans zu prüfen. Zu diesem Zweck richtete er ein Raumplanungsbüro ein, das die technischen und rechtlichen Fragen klären sollte. Büroleiter wurde Stadtplaner und Architekt Peter Bredsdorff (1913–1981). 1947 wurde vom Arbeitsausschuss der erste konkrete Planungsentwurf besprochen und im Januar 1948 konnte der Entwurf zur Raumplanung von Groß-Kopenhagen (Skitseforslag til Egnsplan for Storkøbenhavn) der Öffentlichkeit vorgestellt werden. Die Vorderseite des Entwurfs war mit der schematischen Hand gestaltet, woraus sich der Name Fingerplanen ableitete.

## Grundlagen
Ausgangspunkt des Plans ist Kopenhagen als Zentrum der Hauptstadtregion. Das Prinzip von Bredsdorff und seinen Mitarbeitern sah vor, dass überall in der Hauptstadt die Abstände zwischen Wohnung, Arbeitsplatz und Grünflächen so kurz wie möglich gehalten wurden – ganz auf Basis des öffentlichen Verkehrs. Zwischen Wohnung und Arbeitsplätzen sollten Straßenbahnen und Busse als tragendes System dienen. Diesen Transportsystemen waren jedoch Grenzen gesetzt, was deren Reichweite betraf. Folglich sorgte der Ausbau des S-tog-Netzes dafür, geplante neue Wohnviertel, zentrale Stadtbereiche sowie Produktions- und Servicezentren zu verbinden – so wie man sich die Handknochen zwischen Fingern und Handfläche vorstellte. Eine projektierte Ringstraße sollte die Radien der S-Bahnlinien kreuzen. Örtliche Einkaufszentren sollten auch an den weiter draußen gelegenen S-Bahn-Stationen entstehen und in kurzem Abstand zu den naheliegenden mehrgeschossigen Wohngebäuden und den etwas weiter entfernten Einzelhäusern liegen. Das S-Bahn-Netz sorgte für eine grundlegende Struktur und sollte garantieren, dass die Fahrtzeit selbst von den äußersten Randgebieten bis in die Hauptstadt unter 45 Minuten betragen würde.
Am meisten beeindruckte der Fingerplan durch das Vorhaben, Grünflächen mit Naherholungsgebieten und gärtnerisch oder landwirtschaftlich genutzten Flächen einzurichten. Auf diese Weise wurde der Versuch unternommen, Eigenschaften von Land und Stadt miteinander zu kombinieren. Als eines der gelungenen Resultate gilt Vestskoven, ein 13 km² großes, künstlich angelegtes Waldgebiet in der Kommune Albertslund. In den gewonnenen Freiflächen konnten – im Gleichzug mit dem wachsenden Verkehrsaufkommen – neue Straßen angelegt werden, die in angemessenem Abstand zu den Siedlungen lagen und die die bestehenden Ausfallstraßen entlasteten. Die Schöpfer des Fingerplans erwarteten vorläufig kein größeres Verkehrsproblem und waren der Ansicht, dass die Bevölkerung eine hochwertigere Wohnung dem eigenen Auto vorziehen würde.

## Fingerplanen in der Gegenwart
Obwohl Fingerplanen nie offiziell beschlossen wurde, erwies sich der ideelle Einfluss, den die visuelle Darstellung des Plans ausübte, als so stark, dass Entscheidungsträger lokal und zentral dessen Grundsätzen in groben Zügen folgten.
Angeregt wurde Fingerplanen von den Arbeiten des britischen Stadtplaners Ebenezer Howard und seinem Konzept der Gartenstadt. Die Idee war, dass sich Großstädte nicht konzentrisch ausbreiteten sollten, sondern das Mehrbedarf an Wohnraum und Industrieflächen in Satellitenstädten aufgefangen würden, mit dem Großstadtzentrum durch ein wirksames Transportsystem verbunden.
Mit der Aufnahme in Dänemarks Kulturkanon von 2006 und einem Eintrag auf der vier Jahre später initiierten Website 1001 fortællinger om Danmark (Tausendundeine Geschichte über Dänemark) wurde Fingerplanen zum Bestandteil des dänischen Kulturerbes. Im Kulturkanon des dänischen Kulturministeriums wird die Bedeutsamkeit folgendermaßen begründet:

„En robust planlægning med en indiskutabel pædagogik, der har givet byen en opfattelig form og fortsat præger hele hovedstadsregionens udvikling.“

„Eine robuste Planung mit einer indiskutablen Pädagogik, die der Stadt eine unverkennbare Form gab und die weiterhin die gesamte Entwicklung der Hauptstadtregion prägt.“

Eine Fortführung des Konzepts stellt der Fingerplan 2007 dar, der eine vom dänischen Umweltministerium erstellte Richtlinie (landsplandirektiv) ist und im August 2007 in Kraft trat. In ihr wird die kommunale Raumplanung im Hauptstadtgebiet übergeordnet geregelt und dessen Bereich zusammen mit einem Planungsgesetz in vier geographische Teilgebiete aufgeteilt: in den inneren Großstadtbereich als „Handfläche“, den äußeren Großstadtbereich als „Stadtfinger“, die Grünflächen und die restlichen Gebiete im Hovedstadsområdet.:
Eine weitere Fortschreibung erfolgte durch den „Fingerplanen 2013“.
Mit der Hovedstadens Letbane wird eine Tangentialverbindung zwischen den einzelnen Fingern geschaffen, um die Fahrzeit zwischen den Fingern zu reduzieren.